# Skigebiet Carezza – Karersee
Das Skigebiet Carezza – Karersee liegt zwischen Rosengarten und Latemar in den Südtiroler Dolomiten (Italien). Es ist Mitglied von Dolomiti Superski und bildet mit den Skigebieten im Fassatal (Belvedere-Col Rodella, Ciampedie, Alba und Ciampac) den Verbund Fassa Carezza.

## Geschichte
Der Karerpass war bereits zu Beginn des 20. Jahrhunderts ein beliebtes Urlaubsdomizil und wurde von Prominenten und Sternchen besucht. Dazu gehörten Kaiserin Sissi (1897), Karl May, Luis Trenker und Winston Churchill. In dieser Zeit wurde das Grand Hotel eröffnet.
Das Skigebiet Carezza – Karersee selbst wurde im Winter 1950/1951 eröffnet. Zu dieser Zeit war es eine der ersten Skianlagen in Südtirol und im Alpenraum. Die erste Aufstiegsanlage war der Paolina-Lift. Diese Trasse besteht 2020 immer noch.
Nach einer glorreichen Anfangszeit kam das Skigebiet in den 1990er Jahren in finanzielle Schwierigkeiten. Teile des Skigebiets wurden für die Wintersaison nicht geöffnet.
Ab 2008 engagierte sich Georg Eisath geschäftlich im Carezza – Karersee. Eisath war Mitbegründer der TechnoAlpin AG, einem Hersteller von Beschneiungsanlagen. Schon für die erste Wintersaison 2008/2009 wurden drei neue Aufstiegsanlagen in Betrieb genommen, 170 Schneekanonen und Schneelanzen installiert und zwei neue Pisten eingeweiht. Im Sommer 2009 wurde der Beschneiungsteich Paolina als ca. 50.000 m³ Speicherbecken für die künstliche Beschneiung der Skipisten angelegt. In der Wintersaison 2010/2011 feierte das Skigebiet sein 60. Jubiläum. Im Dezember 2012 wurden im Skigebiet, im Rahmen des Interreg-Projektes Italien-Schweiz „Alpines Klimaskigebiet“ Energieteppiche an den Talstationen installiert, mit denen Touristen durch ihre Bewegungen Strom erzeugen konnten. Ab der Wintersaison 2013–2014 fuhr direkt vom Ortszentrum Welschnofen mit einer neuen Kabinenbahn ins Skigebiet Carezza. Somit war Skigebiet über Welschnofen von Bozen in nur 15 Minuten erreichbar. Zudem wurde das Skigebiet zum Familienskigebiet ernannt: es wurden spezielle Kinderbügel und getrennte Zugänge für die Kinder eingerichtet. Ab der Wintersaison 2015 öffnete der sechste Sessellift „Tschein“, der die Zone südöstlich der Moseralm, Paolina und Latemar mit den Laurin-Pisten im Nordwesten verband. Außerdem wurden ein Family Fun Park an der Tschein-Piste, eine Trainingspiste und einen Mehrzweckraum für Skiclubs eingerichtet.

## Abfahrten

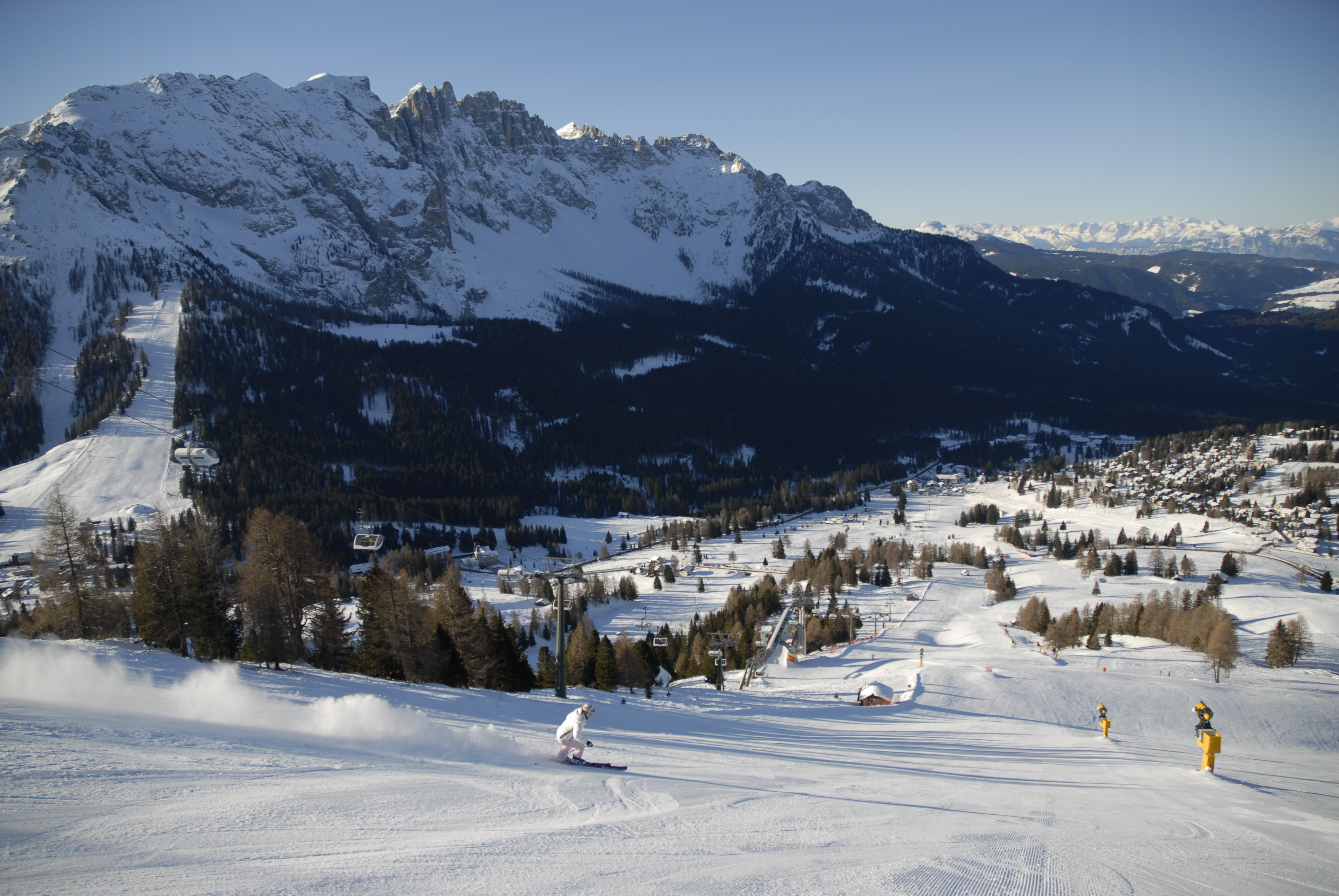
Blick von der Paolina Piste

Das Carezza – Karersee verfügt über ca. 40 Pistenkilometer. Das Angebot der Schipisten ist in 21 km blaue (einfache Pisten), 12 km rote (mittelschwere Pisten) und 7 km schwarze (schwere Pisten) aufgeteilt. Der tiefste Punkt des Skigebiets liegt auf 1182 m bei der Talstation in Welschnofen. Der höchste Punkt ist die Bergstation des König Laurin Lifts auf 2337 m über dem Meeresspiegel.
Neben den Aufstiegsanlagen und Pisten gibt es drei Rodelbahnen, einen Snowpark und Langlaufloipen.

## Liftanlagen
Im Schigebiet gibt es 13 Anlagen: drei Zehnerkabinenbahnen, zwei automatische Vierersessellifte, eine Achterkabinenbahn, eine Pendelbahn, vier Schlepplifte sowie einen Sechsersessellift. Dazu gibt es im Skigebiet Carezza noch zwei Kinderparks mit jeweils einem Förderband und einer Skischule.

## Sommerbetrieb und Hütten
Im Ski- und Wandergebiet Carezza gibt es insgesamt 20 Skihütten, die teilweise auch im Sommer geöffnet sind.
Das Ski- und Wandergebiet Carezza am Fuße des Rosengartens im UNESCO-Weltnaturerbe Dolomiten ist zwischen Ende Mai bis Mitte Oktober für Wanderer und Sommersportler geöffnet. In den Sommermonaten sind die Liftanlagen Paolina (Rosengarten), König Laurin, Laurin I und Prà di Tori geöffnet.

## Speicherbecken
Das 2009 erbaute Speicherbecken war zum Zeitpunkt der Errichtung das größte, modernste und umweltfreundlichste seiner Art in Südtirol. Aufgrund des morphologisch geeigneten Geländes auf einem Sattel war der Standort für die Errichtung des Speichers optimal. Die Meereshöhe macht das Füllen des Speichers vom bestehenden kleinen Becken „Tschein“ unter Eigendruck möglich. Ein Großteil der Beschneiungsanlage wird unter Eigendruck versorgt. Die maximale Staumenge des Beckens beträgt knapp 96.000 m³. Die Stauhöhe liegt etwas unterhalb der 10 m. Die Wasseroberfläche am Betriebsstauziel beträgt ca. 14.200 m². Der Damm besteht aus zwei geschütteten, homogenen Erddämme, welche nach Abtrag des organischen Materials und der zwei bis vier Meter mächtigen, dicht gelagerten Schotter- bzw. Verwitterungsschicht des Felsuntergrundes auf dem anstehenden kompakten Fels errichtet wurden.